# Telepace
Telepace – włoska sieć telewizyjna o charakterze katolickim, transmitująca również programy nadawane przez Watykański Ośrodek Telewizyjny.
Dyrekcja Telepace ma swoją siedzibę w Cerna, dzielnicy Sant’Anna d’Alfaedo w prowincji Werona. Telewizja ma też swoje przedstawicielstwa w: Trydencie, Agrygencie, Lodi, Fatimie i Jerozolimie. Telepace dostępna jest FTA: we Włoszech na platformach cyfrowych Sky Italia i Tivù Sat, w Stanach Zjednoczonych na Glorystar oraz w Australii na UBI World TV. W Czechach i na Słowacji Telepace licencjonuje TV Noe.
W transmisjach z Watykanu Telepace przekazuje obraz wysokiej rozdzielczości HDTV.
Dyrektorem Telepace jest ks. Guido Todeschini. Symbolem stacji jest gołąbek trzymający gałązkę z drzewa oliwnego.